# 北京市第五中学
北京市第五中学，简称北京五中，是北京市示范性高中，位于北京市东城区细管胡同13号。

## 历史
北京五中创办于1928年5月，创办时名为平民中学。1930年迁至方家胡同循郡王府，改名为北平市立第五中学。由于学校只收男生，因此很长一段时间内又被称为男五中，直到1968年以后开始招收女生。1945年抗战胜利后，在英千里和沈兼士的协调下，第五中学从循郡王府迁至现址，该址原为侵华日军城北国民小学。1949年中国人民解放军进驻北平后由北京市军管会接管。
1959年，北京五中被确定为北京市重点中学。2003年，北京五中成为北京市示范性高中。
1996年创办全国第一个五中网校。
1996年，北京二十三中建制撤销，与北京五中合并调整。1998年起在原二十三中校址（鼓楼东大街152号）创办民办公助形式的北京五中分校，本校为高中校，分校为初中校。目前五中分校初一、初二年级位于地安门校区（原北京地安门中学），初三年级位于鼓楼校区（原二十三中）。
2015年初，北京五中教育集团成立，其成员校包括北京五中、五中分校、北京一中、国子监中学、方家胡同小学、东四十四条小学、北京外国语学校（报房胡同82号，已改建为北京人民艺术剧院北京国际戏剧中心，又称曹禺剧场）。

## 文化
北京五中的校训是“尊师、勤奋、求实、自强”。
北京五中的校歌由吴昌顺作词，刘斌作曲。

## 校园
北京五中本校校区于1993年重建完成，投入使用，主体建筑平面上成“日”字形布局，包括教学楼（五层）及天文台、教师楼（四层）、实验楼（四层和一层轻房）、食堂（两层）及风雨操场（篮球馆）、大阶梯教室（两层）。其中，实验楼中除物理、化学、生物等学科实验室外，还有电视台、语音教室、图书馆、阅览室、乒乓球馆等。主体建筑中央的花园多用于学生停放自行车。
主体建筑西侧是200米跑道操场和篮球场。由于学校地处城区，扩建困难，很多体育活动受到限制。
2018年，北京市第五中学通州校区启用，原龙旺庄中学并入。

## 著名校友
- 从维熙
- 胡松华
- 李宜然
- 李其炎（前北京市市长，和陈希同一任）
- 鲍云（最强大脑选手）
- 龚宇
- 金铭
- 张辰亮
- 窦唯